# 維申卡 (赫梅利尼克區)
49°42′59″N 28°22′0″E / 49.71639°N 28.36667°E
維申卡（烏克蘭語：Вишенька），是烏克蘭的村落，位於該國西南部文尼察州，由赫梅利尼克區負責管轄，始建於1680年，面積2.2平方公里，海拔高度282米，2001年人口630，人口密度每平方公里286.36人。